# Complesso dei Cinesi
Il complesso dei Cinesi è una struttura storico-religiosa di Napoli; è sita nel centro storico, nella omonima zona situata tra Capodimonte e il rione Sanità.
Il complesso è formato da un collegio e da una chiesa monumentale.

## Storia
La struttura originaria era costituita da un palazzo civile; questo, nella prima metà del XVII secolo, venne trasformato in un monastero dedicato a santa Francesca Romana.
Più tardi la chiesa venne ceduta dai padri olivetani a padre Matteo Ripa; costui, ritornato nel 1724 dalla Cina dove era stato missionario per 13 anni, volle che l'intero complesso venisse utilizzato come istituto d'educazione missionaria per i giovani cinesi che aveva riportato con sé da Pechino, con lo scopo di formare un clero autoctono da rimandare in Cina per evangelizzare quel popolo. Con soli cinque seminaristi nacque così il Collegio dei Cinesi.
Il religioso, per l'istituzione del suo collegio, riuscì ad avere il pieno appoggio anche da papa Clemente XII, mentre, per quanto riguarda l'aiuto finanziario, venne pienamente aiutato da Carlo VI.
Il complesso, con l'Unità d'Italia, fu denominato "Real Collegio Asiatico" e, in seguito, subì numerose altre vicende storiche: nel 1888 venne trasformato in Real Istituto Orientale di Napoli, nel 1897 fu trasformato in un collegio per ragazze orfane, nel 1910 fu aperto nella struttura l'ospedale Elena d'Aosta.
La struttura ha subito anche varie trasformazioni architettoniche; ma, ancor oggi costituisce una pregevole testimonianza artistica ed architettonica, tra gli elementi architettonici di spicco vi è sicuramente l'androne caratterizzato da una grande volta affrescata del XVIII secolo, nel quale, inoltre, vi è lo stemma dell'istituto; da menzionare anche il mezzo busto di Matteo Ripa scolpito da Leonardo Di Candia.

## La chiesa
La chiesa della Sacra Famiglia dei Cinesi è stata inaugurata nel 1732 e rimaneggiata nel 1814. La sua facciata si svolge secondo due livelli posti orizzontalmente. Il primo, partendo dall'alto, è accompagnato da una finestra rettangolare immessa tra lesene composite e da un timpano triangolare. Il livello inferiore, è caratterizzato da un portale con timpano spezzato, al cui centro è presente un gran medaglione a volute.
Il suo interno è formato da un'unica navata articolata mediante insoliti elementi architettonici, ovvero, da pareti laterali estremamente ricurve; il presbiterio, si conclude con abside e coro prospicienti l'altare maggiore.
La cupola è accompagnata da un lanternino.
I cherubini dell'altare maggiore, in commessa marmorea, sono di Angelo Viva. La tela sull'altare principale è di Antonio Sarnelli (1769). Vanno segnalate anche due tele della scuola di Francesco De Mura, quattro statue di santi in rame, eseguite su disegno di Francesco Solimena, e la Madonna della Misericordia in gesso di Stanislao Lista. Il bell'organo dei fratelli Mancini risale al 1792. Nella sagrestia vi sono anche opere scultoree del celebre Giuseppe Sammartino.
Dopo una lunga fase di restauro, la chiesa è stata riaperta al pubblico nel giugno del 2018.